# 乔鲁拉大金字塔
乔鲁拉大金字塔是一座位于墨西哥普埃布拉州乔鲁拉的巨大金字塔型建筑物。
乔鲁拉大金字塔是新大陆最为大型的一座金字塔型建筑物。其塔高55米（180英尺），塔基长度为400×400平方米，也是世界上体积最大的金字塔。
乔鲁拉大金字塔是神庙，用来祭祀克特萨尔科瓦特尔。其建筑风格与特奥蒂瓦坎和埃尔塔欣相似。